# طلا(I) کلرید
کلرید طلا(I) (به انگلیسی: Gold(I) chloride) با فرمول شیمیایی AuCl یک ترکیب شیمیایی است. که جرم مولی آن ۲۳۲٫۴۲۳ g/mol می‌باشد. شکل ظاهری این ترکیب، جامد زرد است.